# 크기

평균 인간의 크기를 선사시대의 특정 상어들의 크기와 비교한 것을 묘사한 그림이다. 맨 위에서부터 아래로 내려올수록 선형적으로 크기가 더 작아지며, 미터 단위로 보여주고 있다.

크기 또는 사이즈(size)는 무언가가 얼마나 큰지에 대한 등급이나 규모를 뜻한다. 크기는 길이, 너비, 높이, 지름, 둘레, 넓이, 부피, 질량으로 측정할 수 있다.
수학 용어에서 "크기는 더 길거나 더 짧은 것을 비교함으로써 측정하는 과정에서 추상화된 개념"이다. 크기는 물건을 비교하거나 측정하는 과정으로 결정되며 이로써 측정 단위와 상대적으로 길이나 질량과 같은 양의 등급을 결정하게 된다. 이러한 등급은 일반적으로 미터나 인치처럼 이전에 확립해 놓은 공간 스케일의 단위의 수치값으로 표현된다.
사람에게 가장 친숙한 것이라 할 수 있는 크기는 인체의 치수(인체측정학의 측정 기준)이며 여기에는 키, 사람의 몸무게와 같은 기준이 포함된다. 이러한 기준들이 있으면 총체적으로 신체 사이즈를 예측하여 상업적으로 유용하게 제품을 생산해낼 수 있는데, 옷 크기와 신발 크기 선정, 도어 프레임 크기, 천장 높이, 침대 크기의 표준화가 동반된다. 크기에 대한 인간의 체험을 통해 심리학적으로 크기에 대한 편견이 생길 수 있으며, 생물과 다른 물체의 상대적 중요성이나 받아들여지는 복잡성은 인간에 상대적인 크기에 기반으로 좌우되는데 특히 도움 없이 이러한 크기를 쉽게 관찰할 수 있는지의 여부에 따라 그러하다.

## 인간의 인식
인간은 시각적 신호를 통해 물체의 크기를 가장 자주 인식한다. 크기를 인지하는 일반적인 방법 중 하나는 새로 관찰된 물체의 크기를 이미 크기가 알려진 친숙한 물체의 크기와 비교하는 것이다. 양안시는 인간에게 깊이 인식 능력을 제공하는데, 이는 여러 물체 중 어느 것이 더 가까운지 판단하는 데 사용할 수 있으며, 이를 통해 더 가까운 물체에 비해 더 먼 물체의 크기를 어느 정도 추정할 수 있다. 이는 또한 동일한 물체의 더 가까운 부분과 더 먼 부분의 비교를 기반으로 큰 물체의 크기를 추정할 수 있게 해준다. 크기에 대한 인식은 강제적 관점 생성 등을 통해 이러한 단서를 조작함으로써 왜곡될 수 있다.
일부 크기 측정은 소리에 의해 결정될 수도 있다. 시각 장애가 있는 사람은 공간이나 물체의 크기 등 주변 환경의 특징을 파악하기 위해 반향정위를 사용하는 경우가 많다. 그러나 이 능력이 부족한 인간이라도 그 공간에 울리는 소리를 들으면 자신이 볼 수 없는 공간이 큰지 작은지 알 수 있다. 크기는 촉각적 인식 과정인 접촉에 의해서도 결정될 수 있다.
감각 입력만으로는 쉽게 측정할 수 없는 물체의 크기는 다른 종류의 측정 장비를 이용해 평가할 수 있다. 예를 들어, 육안으로 볼 수 없을 정도로 작은 물체는 현미경을 통해 측정할 수 있고, 시야에 맞지 않을 정도로 큰 물체는 망원경을 사용하거나 알려진 기준점으로부터 추정을 통해 측정할 수 있다. 그러나 매우 발전된 측정 장치라도 여전히 제한된 시야를 제공할 수 있다.

## 같이 보기
- 크기 정도 (길이)
- 크기 정도 (시간)
- 크기 (수학)